# 田野温泉
田野温泉（たのおんせん）は山梨県甲州市大和町田野にある温泉。

## 泉質
- 単純硫黄鉱泉
- 源泉温度 23.1℃

無色だが、硫黄臭のするアルカリ性の温泉で、源泉は飲用可。

## 温泉街
石川館、石黒館という旅館が2軒あったが廃業した。
石黒館跡は、市営の福祉施設「大和福祉センター・田野の湯」となっている。
信玄の隠し湯の一つといわれている。

## アクセス
- JR中央本線甲斐大和駅から3km、車で10分

## その他
- 武田家終焉の地景徳院に近く、武田家にまつわる旧跡を訪れることができる。

座標: 北緯35度38分46秒 東経138度48分34秒 / 北緯35.64611度 東経138.80944度